# Карта Середньої та Східної Європи (1493)
Карта Середньої та Східної Європи авторства Єроніма Мюнцера та Миколи з Кузи 1493 року розміром 57,8 × 39 см. Опублікована в книзі «Registrum huius operis libri cronicarum cum figuris et ymaginibus ab inicio mundi» видавця Антонія Кобергера. Граверами карти є Міхаель Вольгемут та Вільгельм Плейденвурф. Вона охоплює територію Європи від Бретані, Нормандії Англії та Ірландії до західного узбережжя Чорного моря та дельти Дунаю. Не збереглася повністю.

## Опис
Карта немає заголовка з однолінійною рамкою. Мапу створив лікар Єронім Мюнцер, яку опублікував в «Хроніці світу» нюрнберзького гуманіста Гартмана Шеделя, видана Антонієм Кобергером у Нюрнберзі. На полі карти підписані сторони світу: Mitnacbt, Mitag, Occident, Orient. Мапа охоплює територію від Бретані (Britania), Нормандії (Normandia), Англії (Anglia) та Ірландії (Ibernia) на заході до західного узбережжя Чорного моря та дельти Дунаю. Гори та гірські хребти виконані малюнком. 
Відомі назви країн з карти: Русь (Ukraine), Мазовія (Masovia), Волощина (Walacbia), Польща (Polonia), Угорщина (Vngaria), Туреччина (Turcbia), Моравія (Moravia). Кордони країн неозначено. На заході карти є значна кількість німецьких міст. На території заходу України позначено місто Львів (Lemberg), Росії — Новгород (Nogradum), Псков (Pleſgo), Польща — Краків (Cracouia) та інші.
Карта Єроніма Мюнцера вважається варіантом карти Середньої та Східної Європи Миколи з Кузи, яка визначала більшість об'єктів Європи. На ній позначались міста України: Дрогобич, Стрий, Жидачів, Долина, Галич, Львів, Глиняни, Белз, Луцьк, Острог, Кам'янець, Хмільник, Зіньків, Брацлав, Черкаси та інші. Вона вважається втраченою в оригіналі та відома з переопрацьованих варіантів. Мапу перероблював також Нікола Герман, римський картограф Гайнріх Мартелло та венеційський гравер Джованні Андреа Вавоссоре. Сама карта Єроніма Мюнцера є найпримітивнішим варіантом карти Миколи з Кузи.